# Diana Žiliūtė
Diana Žiliūtė (Rietavas, 28 maggio 1976) è una dirigente sportiva ed ex ciclista su strada lituana, direttore tecnico della Diadora-Pasta Zara dal 2011 al 2013.
Ha vinto la prova in linea élite del campionato del mondo su strada 1998, la coppa del mondo su strada nel 1998 e nel 2000 e la Grande Boucle Féminine Internationale nel 2001.
Per i suoi successi, Žiliūtė è stata insignita dell'Ordine di Gediminas, un'onorificenza statale lituana.

## Palmarès
- 1994

Grand Prix des Nations
Campionati del mondo, Prova in linea juniores
- 1996

Campionati lituani, Prova in linea
6ª tappa Tour de l'Aude cycliste féminin
8ª tappa Giro Donne
5ª tappa Giro di Sicilia
- 1997

2ª tappa Trois Jours de Vendée
1ª tappa Giro Donne
4ª tappa Giro Donne
6ª tappa Giro Donne
12ª tappa Giro Donne
Campionati europei, Prova a cronometro U23
- 1998

Campionati lituani, Prova in linea
Campionati del mondo, Prova in linea
Ottawa Grand Prix
3ª tappa International Women's Challenge
3ª tappa Giro Donne
Campionati europei, Prova a cronometro U23
Tour Beneden-Maas
Classifica finale Coppa del mondo
- 1999

Campionati lituani, Prova in linea
1ª tappa Giro del Trentino Internazionale Femminile
5ª tappa Giro del Trentino Internazionale Femminile
Prologo Thüringen Rundfahrt der Frauen
3ª tappa Thüringen Rundfahrt der Frauen
4ª tappa Grande Boucle Féminine Internationale
9ª tappa Grande Boucle Féminine Internationale
14ª tappa Grande Boucle Féminine Internationale
Classifica generale Grande Boucle Féminine Internationale
Trofeo Mamma e Papà Boni
- 2000

Primavera Rosa
1ª tappa Vuelta Ciclista Femenina a Navarra
2ª tappa Vuelta Ciclista Femenina a Navarra
3ª tappa Vuelta Ciclista Femenina a Navarra
4ª tappa Vuelta Ciclista Femenina a Navarra
Classifica generale Vuelta Ciclista Femenina a Navarra
1ª tappa Giro del Trentino Internazionale Femminile
3ª tappa International Women's Challenge
6ª tappa International Women's Challenge
3ª tappa Giro Donne
Classifica finale Coppa del mondo
- 2001

14ª tappa Giro Donne
5ª tappa Giro della Toscana Femminile-Memorial Michela Fanini
- 2002

Gran Premio Città di Castenaso
4ª tappa Tour du Midi-Pyrénées
9ª tappa International Women's Challenge
- 2003

Campionati lituani, Prova a cronometro
Trofeo Alfredo Binda-Comune di Cittiglio
Gran Premio della Liberazione
3ª tappa Tour de Grand-Montréal
Rund um die Nurnberger Altstadt
1ª tappa Holland Ladies Tour
2ª tappa Holland Ladies Tour
7ª tappa Holland Ladies Tour
- 2004

Campionati lituani, Prova a cronometro
Campionati lituani, Prova in linea
Prologo Giro Donne
6ª tappa Giro Donne
- 2006

Campionati lituani, Prova in linea
Gran Premio della Liberazione
Prologo Giro di San Marino
1ª tappa Giro di San Marino
Prologo Grande Boucle Féminine Internationale
1ª tappa Grande Boucle Féminine Internationale
6ª tappa Grande Boucle Féminine Internationale
7ª tappa Grande Boucle Féminine Internationale
8ª tappa Grande Boucle Féminine Internationale
- 2007

2ª tappa Tour de Prince Edward Island
Classifica generale Tour de Prince Edward Island
1ª tappa Tour Cycliste Féminin International de l'Ardèche
5ª tappa Giro della Toscana Femminile-Memorial Michela Fanini
- 2008

1ª tappa Grande Boucle Féminine Internationale
3ª tappa Grande Boucle Féminine Internationale
4ª tappa Grande Boucle Féminine Internationale
Gran Premio di Cento-Carnevale d'Europa
3ª tappa Tour Cycliste Féminin International de l'Ardèche
5ª tappa Tour Cycliste Féminin International de l'Ardèche
Giornata Rosa di Nove
- 2009

Gran Premio GFM Meccanica
Campionati lituani, Prova a cronometro
Prologo Grande Boucle Féminine Internationale
2ª tappa Trophée d'Or féminin
3ª tappa Trophée d'Or féminin
6ª tappa Trophée d'Or féminin
Classifica generale Trophée d'Or féminin
Classifica generale Giro della Toscana Femminile-Memorial Michela Fanini